# Alma Wade
Alma Wade jest główną postacią serii gier F.E.A.R., a jednocześnie przedmiotem badań Projektu Origin. Wokół niej toczy się główna fabuła wszystkich części serii.
Swoje imię zawdzięcza prawdopodobnie postaci Almy Mobley z noweli Petera Strauba Upiorna Opowieść.

## Życiorys
Alma jest córką Harlana Wade, naukowca pracującego dla ATC (Armacham Technology Corporation). Od wczesnych lat dzieciństwa przejawiała pewne zdolności parapsychologiczne, do których zaliczało się odbieranie negatywnych emocji ludzi. W wieku 3 lat została włączona do prowadzonego przez ATC Projektu Paragon, który miał na celu wykrycie u dzieci specjalnych zdolności umysłowych. Alma zdawała wszystkie testy aż do wieku lat około 5. Wtedy też, jak się później okazało, celowo zaczęła wszystkie testy oblewać. Wkrótce po tym pracownicy ATC zaczęli cierpieć na częste zachwiania nastroju, deliria oraz koszmary. Stało się jasnym, iż są oni obiektem ataków Almy. ATC podjęło działania które miały na celu dalsze badania nad Almą przy jednoczesnym uniemożliwieniu jej krzywdzenia pracowników korporacji.
W wieku 7 lat została włączona do Projektu Origin. Na dwa dni przed jej 8 urodzinami została umieszczona w Krypcie, dużej sferycznej konstrukcji mającej na celu ograniczenie jej parapsychicznych zdolności. Przebywając w niej była nieprzytomna. W czasie trwania prac nad projektem była dwukrotnie sztucznie zapładniana. Pierwsze dziecko urodziła w wieku 15 lat, następne rok później. W czasie obydwu porodów odzyskiwała przytomność. Podczas porodu pierwszego dziecka (który obserwujemy z perspektywy nowo narodzonego dziecka w filmiku na początku pierwszej części gry) słyszymy paniczny krzyk Almy, która nie chce pogodzić się z utratą dziecka.
Kiedy drugie dziecko – Paxton Fettel osiągnęło wiek 7 lat, Alma połączyła się z jego umysłem (wywołując synchronicity event, w wyniku czego Paxton zabił kilku pracowników ATC). Spowodowało to zamknięcie Projektu Origin. Systemy podtrzymujące życie Almy zostały wyłączone, w wyniku czego sześć dni później jej funkcje życiowe ustały. Alma zmarła mając 26 lat.
Jednak uśmiercenie ciała Almy wcale nie rozwiązało problemu. Jakiś czas później po raz kolejny połączyła się umysłem z Paxtonem, uwalniając go z jego celi i polecając zemstę za jej krzywdy (przemawiając do niego słowami: Zabij ich. Zabij ich wszystkich). Fettel przejmuje kontrolę nad armią klonów (które to zresztą były klonami jej pierwszego dziecka) i morduje wszystkich którzy stoją mu na drodze (czyli głównie naukowców i ochroniarzy ATC, oddziały F.E.A.R. oraz Delta). Jego głównym celem jest zaś uwolnienie Almy z krypty.
W tym czasie sama Alma również częściowo podejmuje zemstę. Objawiając się jako mała dziewczynka w czerwonej sukience z bosymi stopami (prawdopodobnie ośmioletnia) morduje członków ATC, albo poprzez wywoływanie zapłonów i eksplozji, albo bezpośrednio oddziałując na ich ciało rozrywając ich od środka bądź rozsmarowując po ścianach, albo doprowadzając do szaleństwa poprzez różne wizje. Próbuje również (bezskutecznie) zabić swojego pierwszego syna, którego celem jest uśmiercenia Paxtona, co zresztą udaje mu się.
Mimo to Alma zostaje uwolniona przez jej ojca, którego w przypływie złości zabija. Ucieka z podziemnego kompleksu, w którym była przetrzymywana. Od tej pory możemy obserwować dwie jej wizje: zarówno ośmioletniej dziewczynki w czerwonej sukience, jak i dorosłej, nagiej kobiety, jednakże w tym wypadku ciężko jest stwierdzić, czy mamy do czynienia z jej cielesną postacią, czy też z kolejną wizją.
Po uwolnieniu stara się zabić swego pierwszego syna. Ten jednak ucieka z podziemnego kompleksu i dociera na powierzchnię. W tym momencie następuje wybuch w kompleksie badawczym. Na ratunek głównemu bohaterowi przybywa resztka oddziału Delta, która została wysłana razem z F.E.A.R. w celu odbicia budynku ATC z rąk armii Repliki. Helikopter, którym odlatują zostaje strącony przez Almę która dostała się na jego pokład. W czasie podróży bohatera do punktu ewakuacyjnego z jednej strony dalej chce go zabić, a z drugiej pomaga mu, oczyszczając jego drogę z żołnierzy Repliki. Ożywia również Paxtona, który ponownie steruje wojskiem klonów. Alma zabija oboje z towarzyszy bohatera, którzy razem z nim przeżyli katastrofę śmigłowca.
Podczas wydarzeń z drugiej części gry Alma pokazuje się głównie w swej dorosłej formie. Wiele razy psychicznie i fizycznie atakuje głównego bohatera (jest nim Michael Becket), którego wyczuwa z racji jego potencjału parapsychicznego. Mimo iż mogłaby go bez wysiłku zgładzić, nie robi tego, a jedynie nasyła na niego swoje zjawy oraz rzuca się na niego, lecz dość łatwo daje się odepchnąć. Pod koniec gry opętuje jego towarzysza, Keegana. Przejmuje kontrolę nad resztkami oddziału repliki, gdy oddział Backeta próbuje dostać się na Still Island aby użyć Amplifikatora Telepatycznego w celu zniszczenia Almy. Plany te zostają jednak pokrzyżowane przez Genevieve Aristide – prezes ATC, która zabija Stokes i wyłącza Amplifikator. Wtedy też Alma przybywa do komory, po czym po wprowadzeniu Becketa w jedną ze swoich wizji odbywa z nim stosunek seksualny. Po tym fakcie Becket traci przytomność. Po jej odzyskaniu widzimy Almę w zaawansowanej ciąży, która przykłada rękę Becketa do swego brzucha, jednoznacznie pokazując czyje dziecko nosi. Scena ta odbywa się cały czas w komorze Amplifikatora, jednakże otacza go pożoga. Na razie nie można jednoznacznie określić czy dzieje się to naprawdę (czy Becket był nieprzytomny przez dłuższy czas, kiedy to Alma miałaby w tym stopniu zniszczyć otoczenie i jednocześnie donosić płód do tego stadium rozwoju) czy jest to jedynie wizja.